# پوشش‌دهی تبدیلی
پوشش‌دهی تبدیلی، (به انگلیسی: Conversion coating) یک عملیات شیمیایی یا الکتروشیمیایی است که برای قطعات ساخته شده اعمال می‌شود که به‌طور سطحی مواد را به یک پوشش چسبنده نازک از یک ترکیب نامحلول تبدیل می‌کند. این پوشش‌ها معمولاً برای محافظت از قطعه در برابر خوردگی، بهبود چسبندگی سایر پوشش‌ها، روان‌کاری یا اهداف زیبایی‌شناسی اعمال می‌شوند.

## انواع
- پوشش‌دهی کرومات (آلومینیوم، فولاد)
- پوشش‌دهی فسفات (فولاد)
- زاج‌کاری (فولاد)
- سیاه‌کاری (فولاد)
- آندش (آلومینیوم)

## پوشش‌دهی برای مواد غیر فلزی
پوشش‌دهی تبدیلی برای مواد غیرفلزی، مانند حفاظت از شیشه‌های فلوروزیرکونات مورد استفاده در صنعت اپتوالکترونیک مورد مطالعه قرار گرفته است.

## آئین‌نامه
آئین‌نامه‌های نظامی ایالات متحده برای پوشش‌های تبدیلی شامل استانداردهای MIL-DTL-5541، MIL-DTL-81706، و MIL-DTL-5574 است که همگی با آلومینیوم سروکار دارند.